# Questi fantasmi!

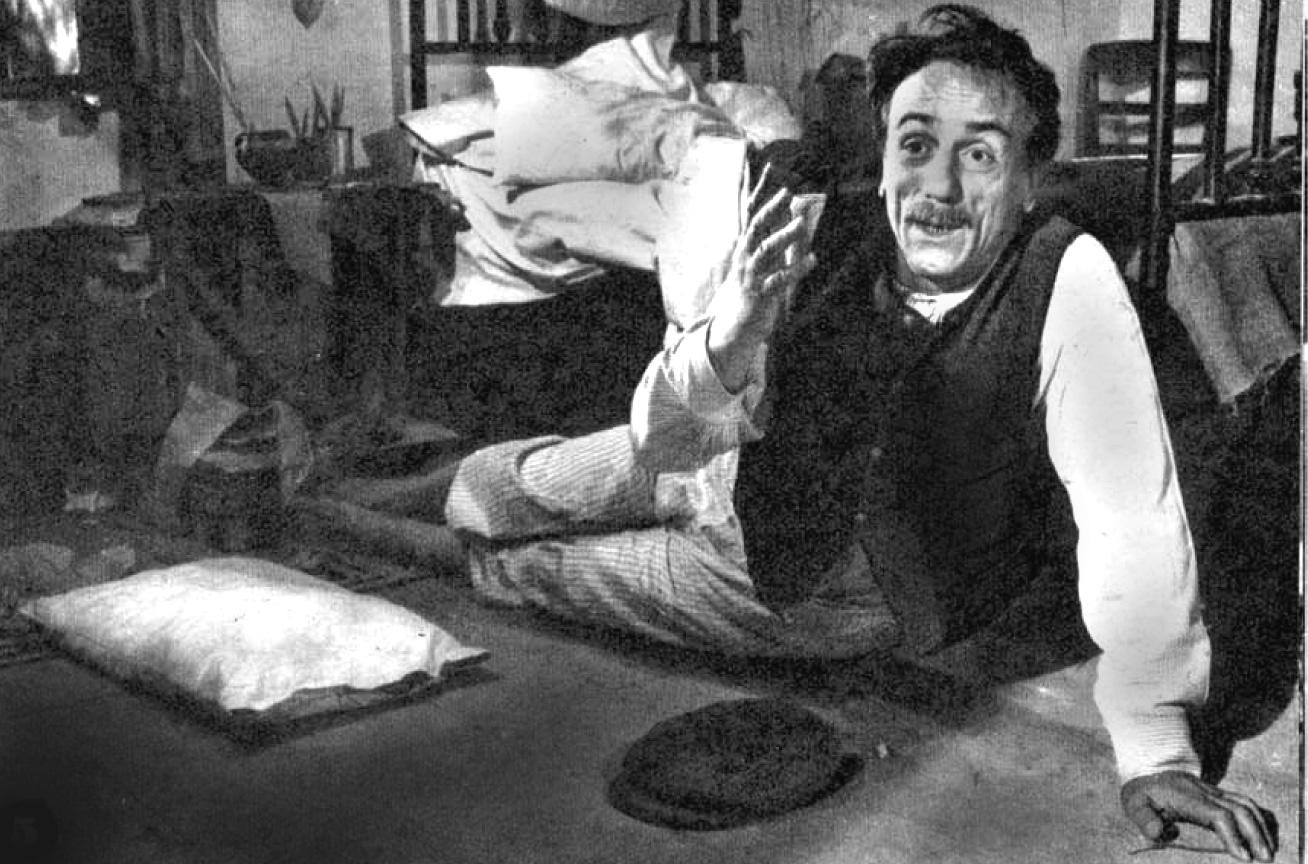
Eduardo De Filippo i aktion på teaterscenen

Questi fantasmi! (”Dessa spöken!”) är en italiensk teaterpjäs, en komedi i tre akter om ett tragiskt människoöde i Neapel, skriven av Eduardo De Filippo. Pjäsen hade premiär 7 januari 1946 på Teatro Eliseo i Rom. Den blev först av De Filippos pjäser att uppföras även utanför Italien när den 1955 hade premiär i Paris.

## Om pjäsen
Uppslaget till pjäsens konkreta handling kom från verkliga händelser. När De Filippos farfar Domenico Scarpetta dog och hans farmor Emilia blev änka flyttade hon med sina barn till ett billigare boende. Farmodern blev snart övertygad om att familjens nya bostad redan var upptagen av gengångare. Hon vägrade att stanna kvar i det förmenta spökhuset och familjen fick flytta igen efter bara några månader. De Filippo var ännu inte född när detta hände men han fick redan som barn höra berättelsen om farmors spöken av sin 23 år äldre halvbror Vincenzo Scarpetta. Några årtionden senare resulterade detta i en av De Filippos mest kända pjäser.
Innehållsligt sågs Questi fantasmi som nyskapande och blev en stor publik- och kritiksuccé. De Filippo presenterade svåra samhällsproblem, som aktualiserades i södra Italien på 1940-talet och hotade den traditionella patriarkala familjestrukturen, på en teaterscen i form av en komedi om hur (inbillade) spöken påverkar två sönderfallande familjer. Tron på spöken spelar en helt avgörande roll för de beslut som protagonisten och antihjälten Pasquale Lojacono fattar. Men pjäsens verkliga spöke är Lojaconos enorma rädsla för att förlora sin otrogna hustru. Otrohet och dysfunktionella familjer är ständigt återkommande teman i De Filippos pjäser men i Questi Fantasmi presenteras de på ett närmast surrealistiskt sätt.

## Handling i huvuddrag
Pasquale Lojacono, en medelålders man med usel ekonomi, flyttar in i en hyresbostad i Neapel. Han hyr den översta våningens 18 rum i det stora huset som står tomt. Hyresvärden har inte lyckats hyra ut ett enda rum eftersom ett envist rykte gör gällande att det finns spöken i huset. En spansk adelsman ska på 1600-talet ha låtit mura in sin hustru och hennes älskare levande i en av husets väggar. Hyresvärden ingår därför ett mycket speciellt avtal med Pasquale som inte behöver betala någon hyra. I stället ska han följa olika dagliga rutiner för att få huset att verka normalt för utomstående. Han ska t.ex. sjunga högt och glatt både morgon och kväll och piska mattor på alla husets 68 balkonger i tur och ordning, så att det ser ut som att huset är fullt av folk och liv samt spökfritt.
Pasquale accepterar erbjudandet men han har en egen hemlig plan. Han vill utnyttja husets storlek och de många rum han inte själv behöver för att tjäna pengar genom att starta ett pensionat. Han tror inte att det finns några spöken i huset men redan efter sina första samtal med fastighetsskötaren och en lärare som bor i huset mittemot börjar han ändra uppfattning. Båda bekräftar ett det spökar i huset och fastighetsskötaren försäkrar att hans syster blivit vithårig över en natt efter att ha sett något hemskt i huset. Allt detta oroar Pasquale som har gjort upp sin plan om ett pensionat för att rädda sitt äktenskap som är på väg mot separation. Hans hustru Maria, som kommer till huset något senare, har sedan ett par år ett förhållande med en gift man vid namn Alfredo.
Alfredo anländer också till huset gömd i ett stort garderobsskåp som flyttkarlarna med viss möda lyckas få in i huset och ställa där det ska stå. När Pasquale tillfälligt är ute kommer Alfredo ut ur skåpet för att träffa Maria. Han är upprörd över flytten och beskyller Maria för att inte vilja rymma iväg med honom såsom de tidigare har överenskommit. I stället stannar hon med sin odugling till man. I sin upprördhet lägger inte Alfredo märke till att Pasquale återvänt till huset och hinner därför inte tillbaka till sitt gömställe i garderoben utan ertappas av Pasquale stående precis framför skåpet. Eftersom Pasquale inte sett någon annan än sin fru och flyttkarlarna gå in i huset tror han att Alfredo är ett spöke och blir vettskrämd. Alfredo smiter ut och försvinner för några dagar.
Under några dagar är allt lugnt och Pasquale återgår till de överenskomna rutinerna. Han sitter på en balkong med sitt kaffe och samtalar lugnt om kaffets kvalitet med sin granne läraren. Allt verkar vara i sin ordning men han är bekymrad för att ingen svarat på hans tidningsannons om lediga rum och hans tillgångar som han aldrig haft mycket av är nu helt slut. Emellertid verkar det som att husets spöken är välvilligt inställda mot honom. Han hittar nämligen dagligen kontanter på olika ställen i huset, särskilt i fickan på sin pyjamas där han bestämt vet att han inte själv har lagt några pengar. Pasquale är mycket glad över sin paranormala inkomstkälla men hans fru är det inte. Hon vet nämligen mycket väl att det är Alfredo som är källan till kontanterna och vill inte att det ska avslöjas. Alfredo lägger pengar i Pasquales fickor för att han inte vill att Maria ska tvingas leva så knapert som hon gör på grund av Pasquales oförmåga att tjäna pengar.
När Maria är ute får Pasquale överraskande besök av hela Alfredos familj. Alfredos fru vet allt. Hon känner till sin mans och Marias affär och att hennes man i princip försörjer såväl Maria som Pasquale. Hon har kommit för att avslöja allt för Pasquale och därmed försöka få ett slut på dumheterna. Men eftersom hon inte pratar klarspråk utan använder sig av metaforer som ter sig mystiska för Pasquale blir han säker på att hela Alfredos familj i själva verket är spöken. Han sitter stilla och förefaller lyssna men är helt paralyserad av skräck. När sedan även Alfredo överraskande kommer in uppstår ett tumult som får Pasquale att fly ut på sin balkong undan det plötsliga massangreppet av spöken. Där får han syn på sin granne läraren som han hysteriskt skrattande försöker ”lura” genom att försäkra för denne att spökena som gestikulerar och skriker åt varandra inne i huset faktiskt inte finns på riktigt, utan att det är ”vi” som har skapat dem. Pasquale är själv övertygad om att spöken finns men här sänder De Filippo ändå genom hans hysteriska babbel ett av sina centrala budskap till publiken: de enda spöken som finns är de rädslor som våra egna hjärnor genererar.
Efter konfrontationen återvänder Alfredo hem till sig med sin familj och de mystiska pengafynden upphör lika plötsligt som de började. Pasquales planer på att öppna ett pensionat går inte att realisera. Faktum är att han inte ens kan betala elräkningen utan att sälja en del av lösöret. Han kläcker då en plan som går ut på att han låtsas ge upp och lämna huset men återvänder för att gömma sig på balkongen i hopp om att under natten få besök av det vänliga spöket som tidigare bistått honom med pengar och anhålla om ytterligare stöd. Inget spöke dyker upp, däremot Alfredo som kommit för att hämta Maria som han övertalat att följa med honom för all framtid. I sin ficka har Alfredo en tjock sedelbunt som ska finansiera projektet.
Pasquale får syn på Alfredo och identifierar honom som det hjälpsamma spöket. Han tar mod till sig och tilltalar Alfredo. På sina knän ber han spöket om hjälp, förklarande att han är en eländig och misslyckad individ som inte ens har råd att köpa en present till sin fru på hennes födelsedag. Men eftersom han älskar Maria mer än sitt liv och är beredd att underkasta sig vilka förödmjukelser som helst för att inte förlora henne bönfaller han spöket att hjälpa honom ännu en gång. I en för De Filippo karakteristisk vändning avslöjas att denna komedi inom sig döljer en tragedi. Pasquale är en man som börjar bli till åren och han har fullständigt misslyckats med att skapa sig och sin hustru ett gott liv med tryggad ekonomi, det som en man i ett patriarkalt samhälle måste lyckas med. Alfredo är hans motsats men ändå missnöjd. Han har familj och gott om pengar men har för avsikt att lämna allt för att i stället dra iväg med en annan mans hustru. I detta läge övervinner Pasquale sin skräck för spöken och tilltalar ett i sin förtvivlan över den börda som hans tillvaro är, som han själv uttrycker saken.
Alfredo tänker en stund och svarar sedan med att tacka Pasquale för att denne har befriat honom från en förbannelse genom att tala till honom. Alfredo går in i spökrollen och säger att han var dömd att vandra runt i spökhuset tills en människa tilltalade honom så som Pasquale nu har gjort. Han uppmanar Pasquale att se efter på bordet där han lägger den tjocka sedelbunten. Alfredo avslutar med att säga att stunden då han måste försvinna har kommit och Pasquale kommer aldrig mer att se honom, varefter han lämnar huset ensam. Pasquale hämtar pengarna från bordet och övertygad om att han talat med ett spöke berättar han för sin granne läraren att denne hade rätt: det finns verkligen spöken.

## Filmversioner
Pjäsen har filmatiserats för bio två gånger. Den första filmen gjordes 1954 med De Filippo själv som regissör. Den andra filmatiseringen, som förenklade pjäsen till en mer okomplicerad traditionell fars utan något av De Filippos psykologiska djup, regisserades av Renato Castellani 1967 och fick titeln Spöke på italienska vid den svenska premiären 2 december 1968.

## TV
Det finns två TV-versioner av pjäsen, den första från 1962 i regi av De Filippo och den andra från 2011 regisserad av Franza Di Rosa.

## DVD
TV-versionen från 1962 finns utgiven på DVD av Rai. Den är delvis på napolitanska men har undertexter på italienska (för hörselskadade).